# スコッター

スコッター運動の国際的なシンボル

スコッター（英：squatters）（スクワッター）は、放棄された土地や建物（通常は住居）を占拠する者のこと。占拠者は所有権、賃貸料その他の合法的な許可を得ていないため、厳密に言えば「不法占拠」行為である。一方で、アイルランドのようにそれを取り締まる警察の法的根拠が明らかでない場合もある。
ジャーナリストのロバート・ニューウィス（英語版）は2004年時点で全世界に10億人のスコッターが存在するとした。 しかし英国シェフィールドハラム大学の住宅研究家ケシア・リーブ（外部リンク）によれば、「スコッターは政策やアカデミックな議論に登場することはほとんどなく、その問題、症状、社会的行為や住居運動が概念化されることはめったにない」と述べている。
西側諸国では、スコッターはアナキスト、自治主義、社会主義などの政治運動に関係する場合もある。 より簡単な意味では、住宅を節約する方法であり、手頃にそれを利用する方法でもある。またカナダのように「反＝貧困」の社会団体と関わっている国もある。

## 概要

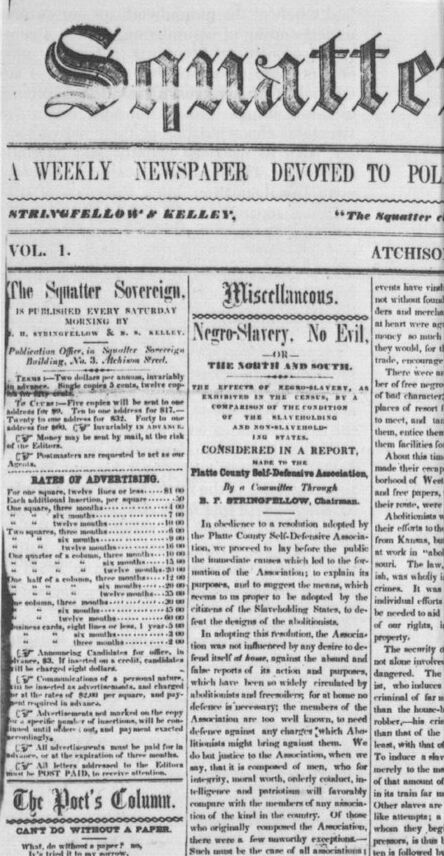
写真は1855年、カンサス州、アチソンで出版されたスコッター新聞。

### 全世界
世界の多くの貧しい国々では大都市の隅に建てられ、土地所有者の許可なく建設された自設住宅や粗末な小屋から出来た広大なスラムが存在している。これらの居住地は合法化され、通常の居住地域と区別がつかなくなっている場合もあるが、基本インフラを最小限に抑えて土地を占拠している。当然のことながら、下水道システムはなく、飲料水は購入するか近くの蛇口から運ばなければならず、電気もなくあるとしたら通過する電線から盗んでいる場合が殆どである。
また、大不況と2000年代後半（リーマンショック以後)の住宅差し押さえの増加によって、不法占拠は西側先進諸国でより一般的なものとなった。住宅以外では社会センターや宿営施設、ラジオ局の海賊放送やカフェとして使われる「不法占拠（squats）」もある。
スコッターはいくつかの名前を持ち、スペイン語圏のスペイン、チリ、アルゼンチンでは「okupas」 （「占拠」を意味する動詞ocuparから）、メキシコでは「paracaidistas」（「パラシュート」空いた土地を意味する）と呼ばれている。

### 類型
オランダの社会学者ハンス・プルジットはスコッターのタイプを以下の5つの異なるカテゴリーに分類している。
1. 貧困―必要性のために不法占拠をしているホームレスの人々
2. 代替―収容されるべき地方自治体のリストを待つ準備ができていない人々
3. 起業 ― 安いバーやクラブなどのコミュニティの必要性から占拠する人々
4. 保全― 当局が劣化させてしまったモニュメントを保存する人々
5. 政治―抗議活動として建物を占拠し、ソーシャルセンターを作る活動家などの人々

### 合法性
多くの国で不法占拠はそれ自体が「犯罪」である。他の地域ではそれは所有者と居住者の間の争いとしてしか見られない。
英国では伝統的に財産法と行政は不動産所有者を支持してきた。しかし、不法占拠者が事実上の所有権を持つ多くのケースにおいて、法律がその地位を正当化するように変更される。スコッターは所有権ではなくその利点（virtue）のための権利を主張する。その意味では、不法占拠は「不利な所持」と同様であり、不動産の占拠者は最終的に法的権利を得ることがある。
英国のアナキスト作家コリン・ワード（英語版）は次のようにコメントしている。「スコッターは世界で最も古い所有形態であり、わたしたちはみな不法占拠者の子孫だ。これは英国女王にも当てはまり、176,000エーカーもの所有者である英国の家主の54％が盗んだ土地だ。この地球を売買物としてみなすことは、自然の権利の原則に背いている」。
一方で別の見方もある。たとえば英国警察のスー・ウィリアムズは「占拠は反社会的行動に結びついており、地元住民に多大な迷惑と苦痛を与え、場合によっては犯罪行為に繋がる可能性もある」と述べている。

### 認識
不法占拠に対する態度は、法的側面、社会経済的条件、不法占拠者が占める住居のタイプによって異なる。特に地方自治体の建物の不法占拠は寛容に扱われるかもしれないが、私有財産を不法占拠することは、しばしば国民と当局の側で強い反発を招く。
占拠は、積極的で進歩的なやり方で行われた場合、居住地域の社会経済的規範に準拠した不法占拠者の能力と意欲に応じて、犯罪や破壊行為、空き家を減らす方法と見ることができる。さらに、不法占拠は、放置されていた場所の保守や向上に貢献する場合もある。建物の放置は中規模から大都市に至る地方自治体の特定のセクション内に荒廃した地域をつくりだす。例えばニューヨーク市のローワー・マンハッタンのおよそ1970年代から2000年までの例が挙げられる。

### 不利な所持（Adverse possession）
「不利な所持」とは一定の条件の下で法定期間の所持により所有権を取得する方法である。この原則が存在する国には、コモンローに基づく英国と米国が含まれている。しかし、非共通法管轄区域には「不利な所持」と同様の法律がある。例えば、ルイジアナ州には、フランスの法律に基づいて取得処分と呼ばれる法的な教義がある。

## アフリカ

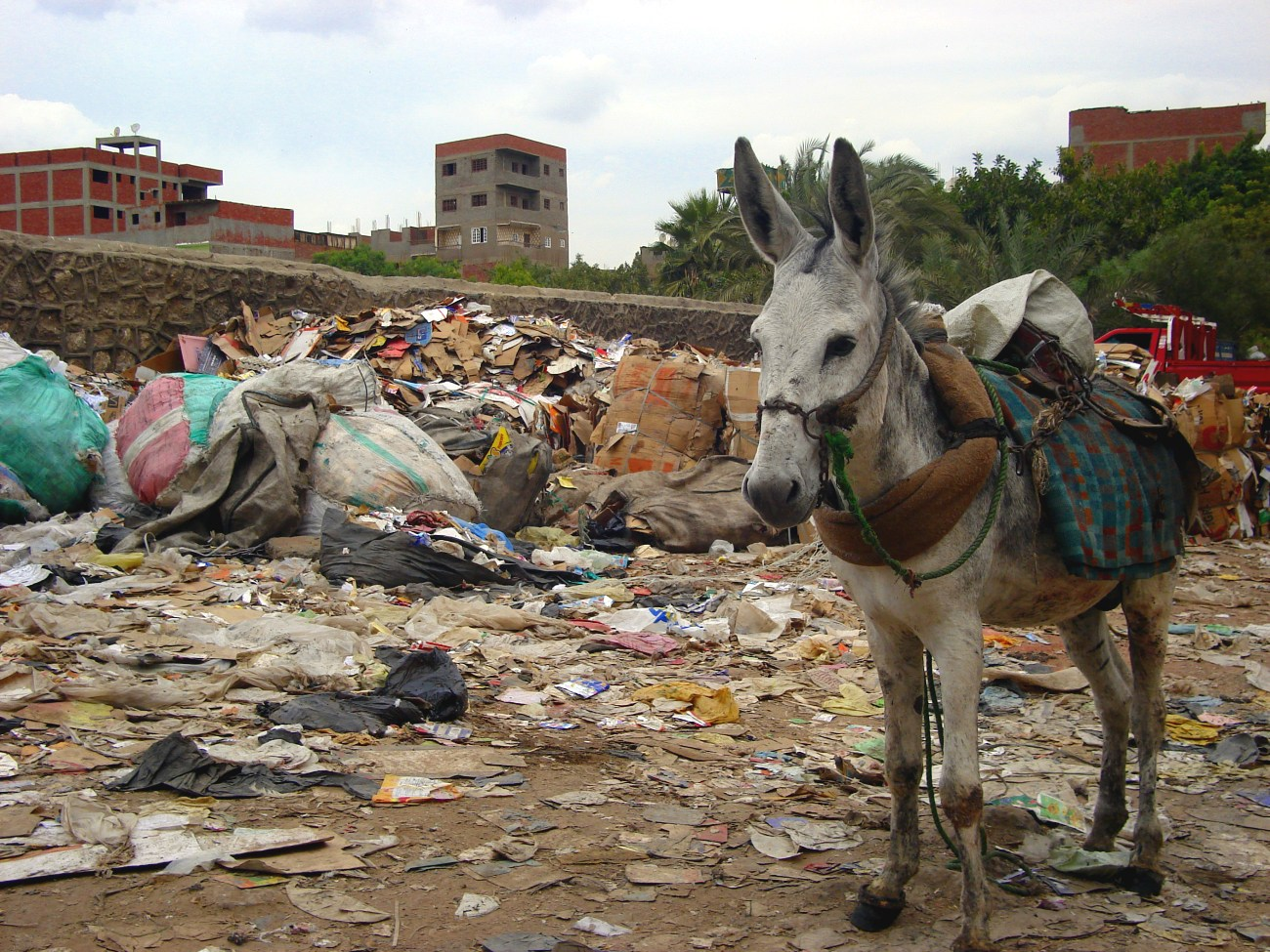
写真はエジプト、カイロの「ザブリアン」の街。

ケニアの首都ナイロビには「キベラ」というスラムがあり、不法占拠者が暮らす。モザンビークの「グランデホテルベイラ」には約1,000人以上が不法に住んでいる。「ザブリアン英語版）」と「死者の町」はどちらもエジプト、カイロの有名なスラム―不法占拠コミュニティである。
南アフリカのスコッターは大都市の近郊に不法居住する傾向があるが、必ずしも全てというわけではない。1990年代半ばには国の人口の5分の1にあたる推定770万人の南アフリカ人が非正規居留地に住んでいた。その数はアパルトヘイト後、急速に増加している。 ヨハネスブルグの中心都市にある建物の多くがスコッターによって占領されている。 不動産所有者や政府当局は、通常裁判所に退去命令を求めるなど、一定の法的手続きを経て不法占拠者を退去させている。
南アフリカ、ダーバンの市議会は法に反して裁判所の命令を出すことなく定期的にスコッターを退去させ、市議会と「Abahlali baseMjondolo」として知られる小屋居住者の運動との間で紛争が起きた。同じような小屋居住者の紛争はケープタウンでも見られる。最も注目された事件の1つは、ケープタウン郊外のデルフトにあるN2ゲートウェイで3人の子供を含めて20人以上の住民が銃撃された、不法占拠者の残虐な退去事件だった。政府の行動の合法性、その政治性の高さから、裁判官の判決が公平であったかどうかについて多くの苦情が出た。それら家族の多くは現在、デルフトの町の主要道路であるシンフォニー・ウェイにスクワットしている。 ケープタウン市は、2008年2月から退去を迫っている。

## アジア

### インド

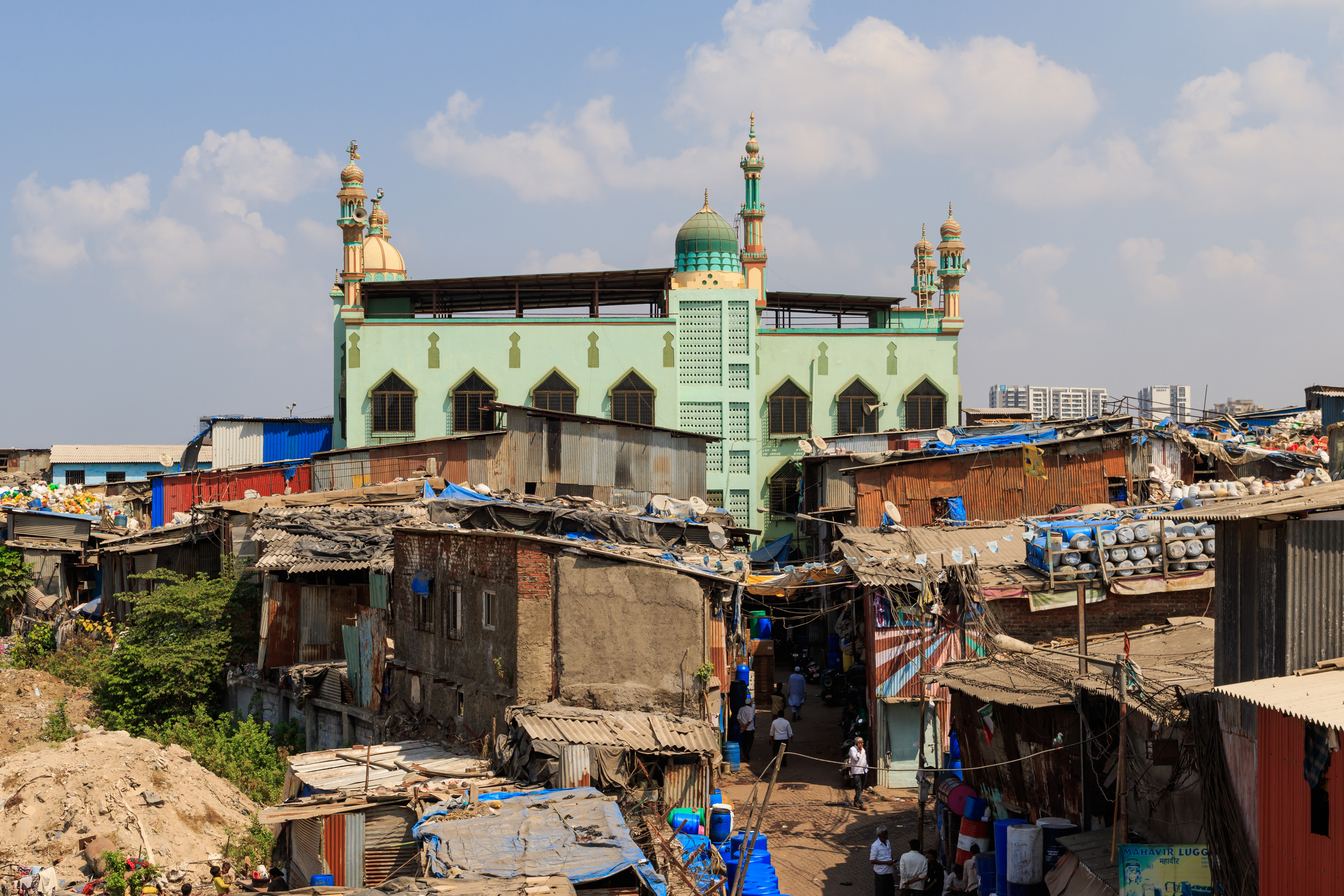
写真はダラヴィのスラム街。

ムンバイには推定で1000万から1200万人の住民がおり、そのうち600万人がスコッターである。 彼らはさまざまな方法で生活を営んでいる。 レンガとコンクリートで造られた2階建てか3階建ての放棄された家を所有してるスコッターもいる。 コラバの「Geeta Nagar」はインド海軍基地横のスコッター村である。 Malad Eastのスコッター・コロニーは1962年以来存在しており、そこに住む人々は月に100ルピーの家賃を市に払う。 ダラヴィは100万人規模の不法占拠者のコミュニティである。 そこにある店舗や工場は主に違法で無秩序だが、毎日100万ドル以上ものビジネスが行なわれていることが知られている。他のスコッターは舗装道路の脇に、貧しい手持ちでシャンク（自設小屋）に住んでいる。Jockin Arputham（英語版）のような活動家がスラム居住者の生活環境を改善するために働いていた。

### マレーシア
マレーシアのスコッターの多くは、マレー鉄道の線路沿いの鉄道の埋立地や建設現場などの土地に住んでいる。

### フィリピン

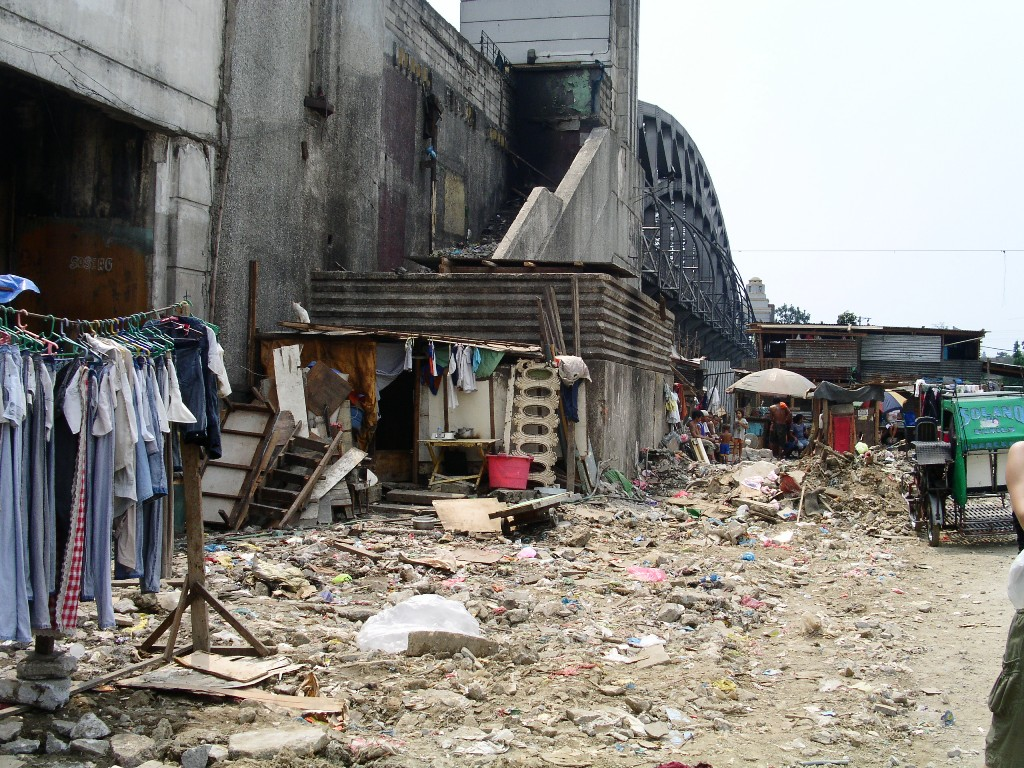
写真はフィリピン、マニラのスコッター住居。

フィリピンではスコッターは主要な問題だが、都市部に限ったわけではない。第二次大戦後、戦火で家屋を破壊された人々がホームレスとなったことでスコッターは概念化された。彼らは放棄された私有地に 「barong-barong」と呼ばれる仮設の住居を建てた。
20世紀後半にはスコッター人口は大きく増加した。フィリピン政府はトンド（旧スモーキーマウンテン埋立地）、タギッグ（ブリス住宅プロジェクト）、およびロドリゲス、リサールなどに低コスト住宅プロジェクトを起こし、スコッターを移転させる試みを何年も行なっている。フィリピンの法律、社会は、より一般的に貧困のためのスコッターと、退去料を求めて占拠を続ける「プロスコッター」とを区別している。フィリピンメディアやジャーナリストはスコッターを「非公式の入植者」と呼んでいる。 

### タイ
タイでは強制退去が都市部の表面的な数字を減らしたにもかかわらず、多くのスコッターは、鉄道、陸橋、水路の近くの土地を占めている。 また商業的な不法占拠がより一般的であり、事業者は近くの公共の不動産（歩道、道路、ビーチなど）を一時的に奪い取り、店を広げ、閉店時にはそれを折り畳み、余分な不動産費用を避けている。

### 日本

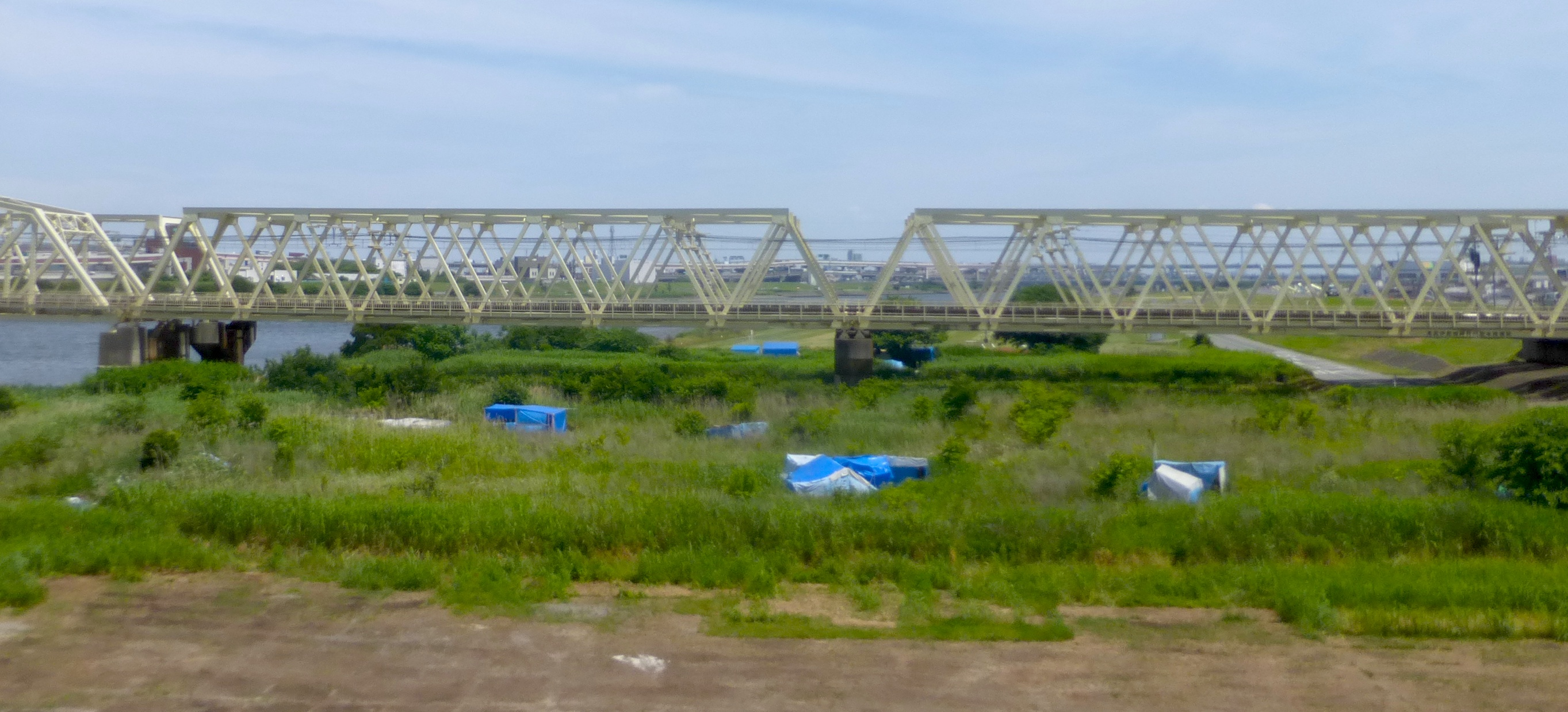
荒川の自設小屋の写真。

日本では第二次大戦の空襲で焼け出された都市の人々は、焼け野原となった都市の各所に応急のバラックを建てて居住した。また、近畿地方ではジェーン台風の被害によってさらにバラック建ての仮設住宅が増加した。それらのバラックは土地所有権がない場所に建てられた物も多く、戦後復興が軌道に乗った昭和30年代前半には、整備事業予定地や私有地で行われている無許可のバラック居住が問題となった。バラックによる不法占拠問題は各自治体の住宅改良事業と、1960年に施行された住宅地区改良法により徐々に解消されていった。
現代日本では住宅の貧困と住居に対する権利主張のデモ等の歴史的な不足、ホームレスの定義基準が欧米に比べると緩いことなどから、非正規雇用者などによる住宅問題があり、非正規からホームレスへの転落が問題となっている。東京近郊では荒川や多摩川河川敷に自設小屋の集落が存在し、生活が営まれている。
この他、三里塚闘争においては、"自主耕作"という名称で新東京国際空港公団が取得した土地での空港反対派による違法耕作が行われた、1990年代に存在した新宿ダンボール村ではホームレスの当事者と支援者からなる「新宿連絡会」（新宿野宿労働者の生活・就労保障を求める連絡会議）が立ち上がって炊き出しが行われるなど一定のオートノミーが行われたり、表現者らが集まって交流の場になるケースもあった。東京の宮下公園や大阪の大阪城公園にも野宿者が多数居住していたが、2010年代の行政代執行で排除された。2011年から2016年にかけて反原発を訴える市民や団体が東京都千代田区霞が関の経済産業省庁舎敷地内の一角を占拠して作った経産省前テントひろばや京都大学の立て看板も住人こそいなかったが、日本におけるスコッター事案の一種といえる。

## ヨーロッパ

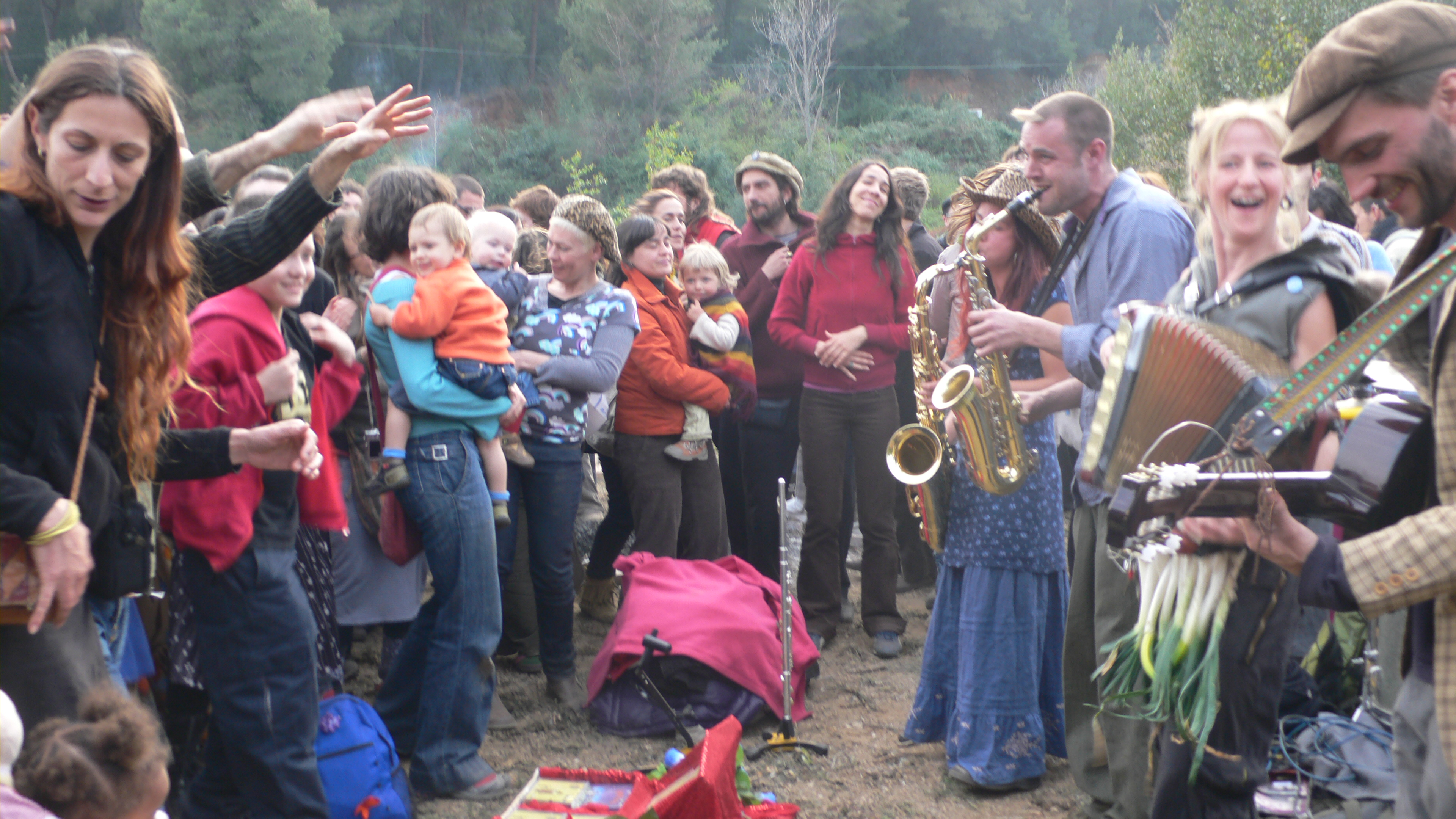
音楽を演奏するバルセロナ、Can Masdeuのスコッターたちの写真。

ヨーロッパの国々では社会、文化活動を行なう「不法占拠プロジェクト」がある。例としては、スペイン、バルセロナ郊外の古い病院のCan Masdeu（外部リンク）やスロベニアのメテルコバと呼ばれる旧軍隊の兵舎を占拠したものが知られている。
またヨーロッパのスクワットはギリシャのファブリカ・イファネットやヴィラ・アマリア、オーストリアのエルンスト・キルヒヴェーガー・ハウス（法的地位有）、ノルウェーのブリッツ（法的地位有）など、アナキストや共産主義者によって運営されている場合もある。パンク・ロックやハードコア・パンクといったオルタネィテブ音楽のコンサート会場として使用されていたりもする。 2007年3月、デンマーク、コペンハーゲンのUngdomshuset（英語版）の強制退去は、国際的な注目を集めた。
2012年9月、イングランドのウェールズでは住居用建物のスクワットが違法となった。最大6か月の懲役、5,000ポンドの罰金、またはその両方の罰則を科せられる。イタリアにはリュウリアのゴーストタウン「Bussana Vecchia」がある。1887年の大地震により放棄され、その後1960年代になって不法占拠されるようになった。フランスでは1991年以来活動している自立型のスクワット村「Collectif la vieille Valette」が存在している。

### オーストリア
第一次大戦後、新しく形づくられたオーストリアの州では大きなスコッター運動があった。飢饉に苦しむこれらの人々は避難と食糧生産のため「Siedler（シドラー）」運動を起こした。

### デンマーク
「クリスチャニア」は1971年に放棄された旧軍地帯に設立されたほぼ900人の独立したコミュニティである。コペンハーゲンでは、ベルリンやアムステルダムなど他のヨーロッパの都市と同様スコッターの移動は1980年代に入って、大きく膨らんだ。それは住宅とオルタナティブ文化を提供する社会運動であり、1986年、「リュエスゲドの戦い（英語版）」が引き金となった。
2007年にもう一つの引き金となる動きが起こった。それはスコッターやオルタナ文化に関わる人々が使う「ソーシャルセンター」としての占拠だった。市議会は1年抗議した後、新しい建物を寄付した。

### フランス
2000年代半ば、フランスのパリでは「アーティスト＝居住者」のための建物を市が購入し改装することによって、人気アーティストのスクワットを合法化した。
2010年代からは、ZADと呼ばれる開発計画に反対する活動が各地で行われている。

### ドイツ

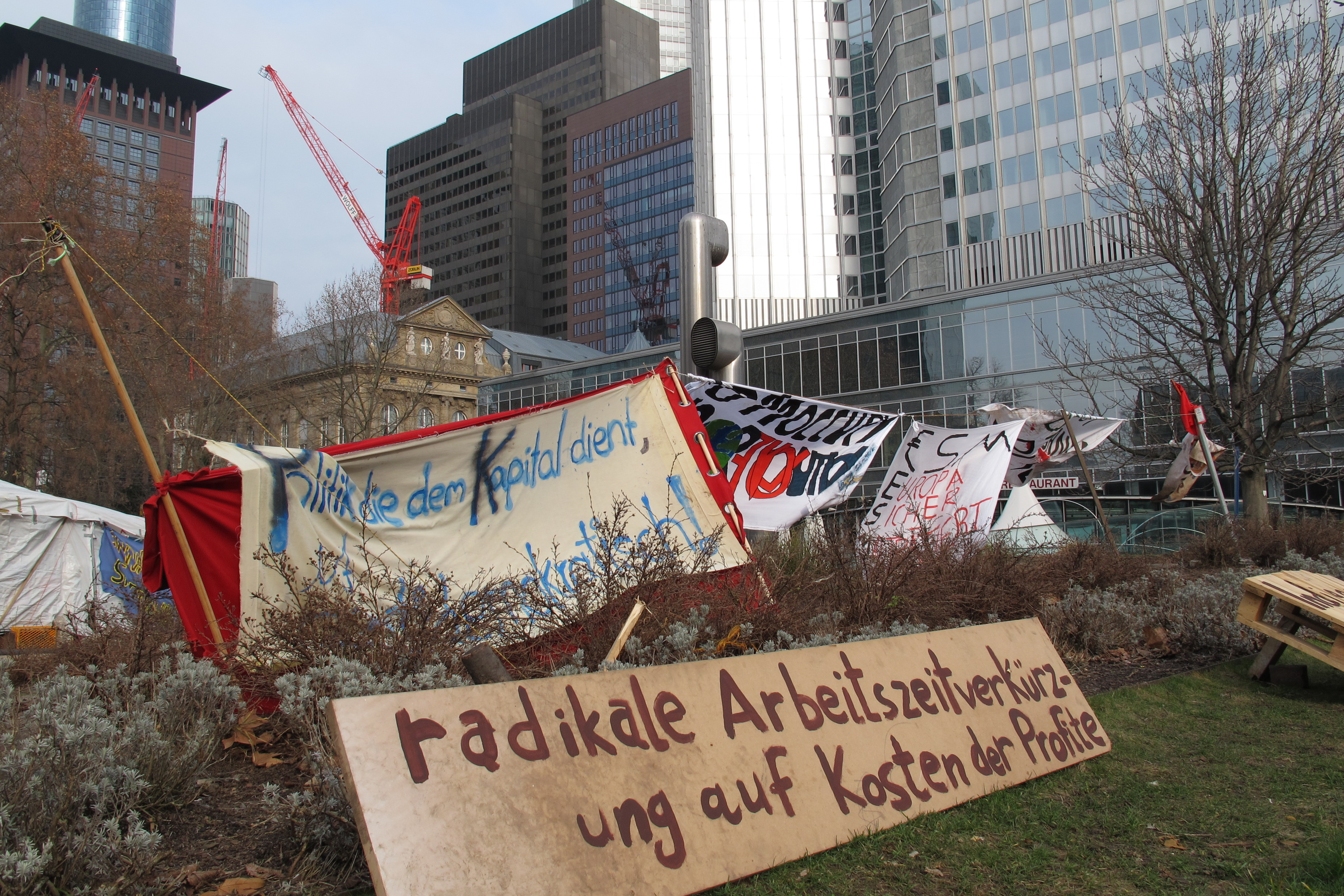
フランクフルトでbesetzen（不法占拠）するスコッターたちの写真。

1970年代、西ドイツの都市のスコッターは、新聞など独自のインフラストラクチャーを備えた都市型のカウンターカルチャーを形成した。自己管理集団や住宅協同組合、フェミニストのグループなどが形づくられ、地方政治に介入する準備を整えた。「The Autonomen運動」はスクワットを追放から保護し、直接行動を促した。
ドイツ統一後、旧国有企業の崩壊と住民の西ドイツへの移住により、東ドイツでは多くの建物が空になった。その一部はスコッターによって占領された。ベルリンでは現在合法化されたスクワットは、ミッテ区やプレンツラウアー・ベルクのような市の中心地域にあった。統一前のベルリンのスクワットは旧西ベルリンのクロイツベルクに多かった。スコッターはinstandbesetzen（改装）とbesetzen（占拠）という用語で知られるようになった。
2001年4月、スコッターはエルフルトの企業Topf & Söhne（英語版）元工場へと移り、2009年4月に警察に強制退去されるまでの8年間、そこを占拠した。かつて同社はナチスの強制収容所の焼却棟を製造していた。スコッターは、会社の歴史に注意を喚起するカルチャープログラムを運営した。占拠は「Das Besetzte Haus（占有された家）」と呼ばれ、その時代ドイツ左派の最も有名な行動のひとつだった。2012年、占拠に関連して「Topf＆Söhne - Besetzung auf einemTäterort（Topf＆Söhne - 犯罪現場の占拠）」と名付けられた書籍が出版された。
違法であるにもかかわらず、多くの大都市にはスクワットが存在する。有名な例としては、フランクフルトの「Au」、ハンブルクの「Hafenstraße」と「Rote Flora」などがある。2009年11月、ベルリンの最後のオープンスクワット「Brunnenstraße183」が退去した。またメルセデスベンツのテストコースに抗議したアナトピア（Anatopia）プロジェクトなど、キャンペーン目的のためにスクワットを行うこともある。
自由民族主義運動（Freie Nationale Strukturen）は、1990年代初めの「右翼」によるスクワットから生まれた。

### ギリシャ
2012年12月、ギリシャ警察はスコッター（主にアナキスト）を強制捜索し逮捕した。アテネの有名だったスコッターコミュニティーが退去させられた。ギリシャ当局は、すべてのスクワットを捜索し、追放する意向を表明した。

### アイルランド
アイルランドでのスクワットの正確な法的地位は不明確なものであり、不法占拠者を土地から退去させるための仕組みはその状況に応じて変わる。不法行為を処理するための決定的なプロセスが存在しないため、時にはアイルランド警察が支援し、不法な追放が行われる場合もある。しかしある種の不法占拠権が存在し、「不利な所持」を行使することができる。スコッターは彼らが12年間、不動産を継続的かつ断続的に占拠していることを条件として、法的所有権を有することができる。「不利な所持」を請求するためには、占有者は土地登記簿にその土地を請求する旨を登録する必要がある。
土地所有者の強固な地位のため、スコッターはアイルランドで伝統があるというわけではない。以前は主に大都市に限定されていたが、全国に幽霊団地が建設されたことにより、農村地域での不法占拠が増加した。 1960年代後半から1970年代初頭にかけてアイルランドでは大規模な住宅運動と不法占拠が起こり、より良い居住環境のため数多くの激しいキャンペーンが発生した。
2003年、ダブリンのパーネルスクエアで「自治コミュニティスペース」と呼ばれる活動家が「ディスコディスコ」と称し、社会事業センターを占拠した。彼らは24時間後に退去した。 2003年から2004年にかけて、マグピ・スクワットはダブリンのストリート活動家を収容する居住空間だった。2010年、コーク市のスコッターたちはナマビルをコミュニティセンターとして使用しようとした。彼らは占拠直後に退去した。2012年、Occupy Belfastの活動家たちは、ベルファストの市内中心部にあるアイルランド銀行の建物を奪い、それをソーシャルスペースとして使用した。占拠は退去されるまで、数か月間続いた。
2010年代、スクワットはダブリン市内で急増した。ダブリンは不法占拠がより一般化するにつれて、それ以前ディジョン、ベルリン、ブライトンなどの都市で開催されていた2014年の「国際スコッター集会（International Squatter Convergence）」を主催した。また、2015年にダブリン市内のグランジマンでのスクワットによりスクワットは普及した。近隣住民によるスコッター追放を退け、最終的に成功した占拠は、ソーシャルメディアと国際ニュースを通じて、世界に拡散された。スコッターはこの地域で広く普及しており、ダブリン市長とIrish TimesのジャーナリストUna Mullallyにも公に支持された。
2015年以来、ダブリンの北部パーネル・ストリートのニーアズ・ホテルは、占領され、スコッターによって「バリケード・イン」に改名された。

### オランダ
オランダには、荒らしや盗難目的で建物に侵入する人々ではなく、住むことを目的として家をスクワットする人々を指す用語「クラッカー (krakers)」がある。2010年の不法占拠禁止以降も多くのオランダの都市で不法占拠が続いている。また、スクワット計画者が経験豊富なスコッターからアドバイスを得ることができる「kraakspreekuur（スコッター相談時間）」とよばれるシステムがある。アムステルダムでは、スコッター団体の存在が大きく、市内のさまざまな区域に4つの委員会が存在し、いわゆる「野生のスクワット（"wild" squatting）」（委員会の助けなしのスクワット）は奨励されない。

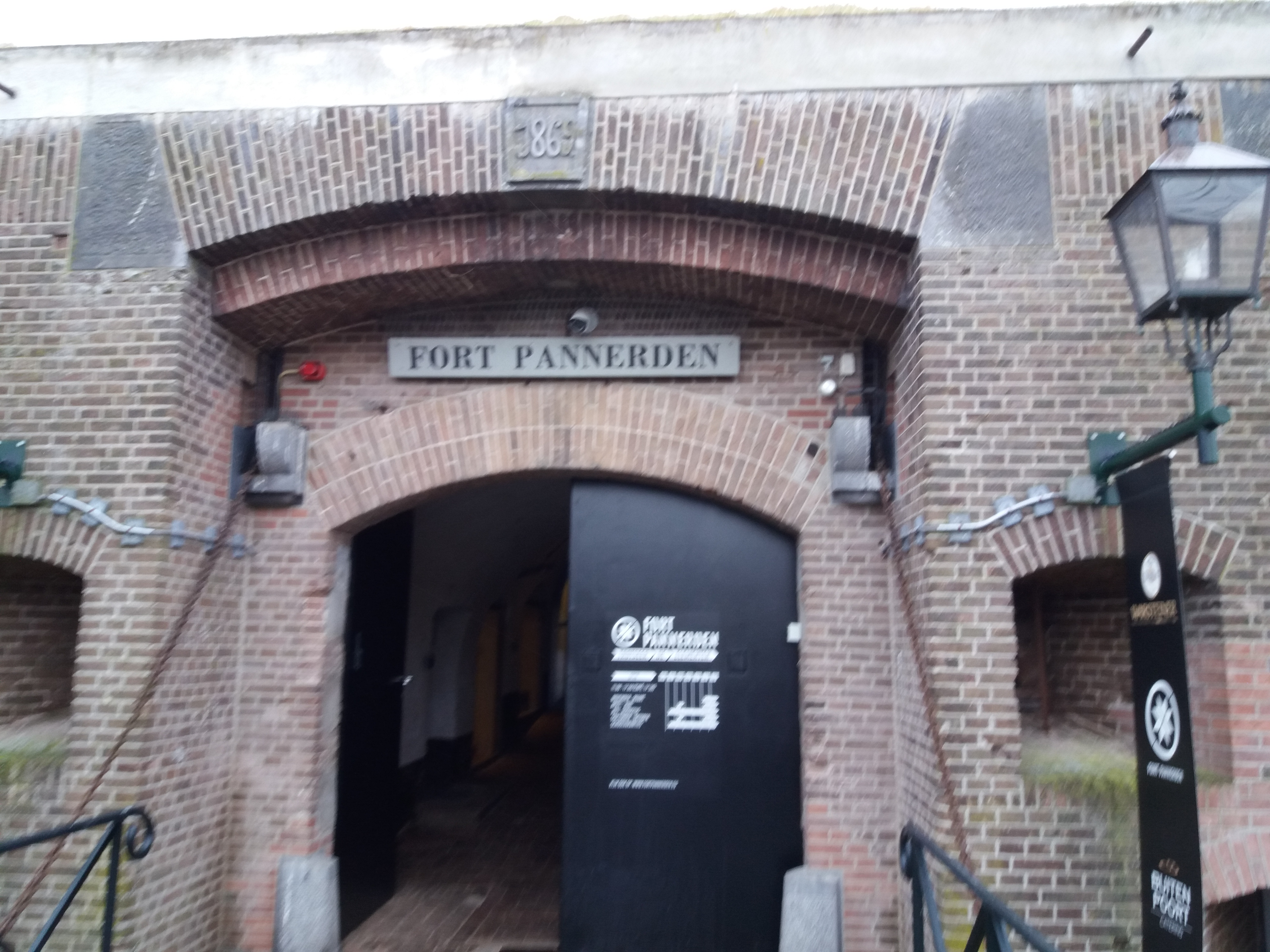
写真はFort Pannerden要塞。現在では博物館として使用されている。

オランダの都市にはおおくの居住用スクワットがある。また、都市近郊にも不法占拠コミュニティーがある。 2006年11月8日、Fort Pannerden（1869年に建設された軍事要塞）は、警察による軍用機器を使用し、100万ユーロの費用をかけた大規模摘発によって追い出された。11月26日、スコッターは要塞を再占拠し、その後要塞を所有する地方議会との契約を結んだ。 この取引の中でスコッターが農村地域でコミュニティ活動を始めるため、砦のそばの土地を受け取ることとなった。 それと引き換えに要塞は地元当局に引き渡され、スコッターの助けを借りて博物館になった。

#### ロッテルダムのポールトへバウ
過去、スコッターが合法化のプロセスを通じることもあった。1980年にロッテルダムのポールトへバウのスコッターの場合、1982年、住民が市議会に家賃を支払うことに同意した。 1979年、ORKZがフローニンゲンのカトリーケ病院で不法占拠した古いローマ・カトリックの病院は、1980年代に法的正当性を得た。
スクワット活動は1971年に最高裁判所が「家庭の平和（huisvrede）の概念（現在のユーザの許可なしに家に入ることができないことを意味する）」を不法占拠者にも適用するとしたと判決によってオランダでの法的根拠を得た。それ以来、建物の所有者はスコッターを退去させるために裁判所に連れていかなければならなくなった。 1994年に法律が制定され、1年未満で空になった建物をスクワットすることは違法となった。
過去には不法占拠を禁止しようとする動きもあった。 1978年、教会評議会（the Council of Churches）はその動きに対する抗議を開始した。 2006年6月、オランダ政府の2人の閣僚がスコッターを不法なものとする計画を提案したが、他の閣僚はこの計画に乗り気ではなかった。オランダの4つの大都市の代表は、不法占拠を禁止することが彼らの利益にならないとの手紙を書いた。全国のスコッターがバナーを作り、彼らの建物から抗議した。
2010年6月1日、議会両院での不法占拠禁止が承認された。同年10月初旬からの法律施行の命が出され、オランダでのスコッター行為は違法となり、処罰されるようになった。抗議の中、アムステルダムのスコッターたちは元消防署を占領した。10月1日、警察が抗議をブロックした。10月2日、ナイメーヘンでは暴動が起きた。 2011年10月28日、オランダの最高裁判所は「裁判官の介入の後にのみ」スクワットの撤去が行われることを決定した。
オランダ政府は、2010年10月から2014年12月までの間、逮捕と有罪判決の統計報告書を発表し、2015年の新法の有効性を評価した。報告書によれば、この期間中、213件の事件で不法な建造物占拠により529人が逮捕され、そのうち210人が有罪判決を受けた。有罪判決者のうち、39人が投獄された。

### スペイン

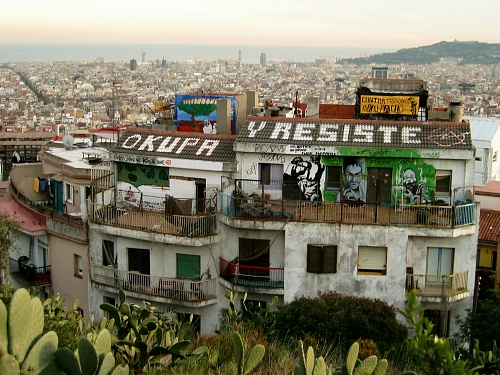
写真はガウディーの設計で有名なグエル公園そばの「オクパ」建築。

スペインの高度経済成長期にあたる1960年代から70年代にかけて、農村部から都市部へと人口集中が続いたものの、都市型住宅施設が不足しており、結果、空き地をスクワットした自設小屋村（chabolismo）が増加した。徐々にそれは高層住宅（しばしば迅速で貧弱に建てられた住宅）に置き換えられた。何千ものスクワットされた建物が合法化されると、「オクパ＝okupa（スペイン語のスコッターにあたる用語）運動」の名の下、ラ・モビダ・マドリレーニャ運動（スペイン語版）を通じて、1980年代半ばに復活した。英国のレヴェラー運動の影響を受けたこの運動は1992年の夏季オリンピックとそれに伴う都市再生と関係する住宅危機に際して再び熱を帯びた。
アナキスト運動に関連して、オクパは労働者の「セルフ・マネージメント」の理想を支え、マドリードにある「パティオ・マラビーヤス（スペイン語版）」のような様々な草の根活動を行なう「社会センター」を創設している。オクパの動きは参加が政治的な主張となるため、彼らは政治的な抗議の一環としてスクワットしていると主張している。また、グローバリゼーション時代の社会変化の中で様々な社会的闘争にも関わっている。 1996年、アスナール首相時代、オクパに対する最初の特定の法案が可決され、おおくのスクワット退去の前兆となった。1996年から2005年まで、マドリードのLavapiés地区でフェミニスト集団の「Eskalera Karakola」は自己管理型スクワットを行なった。

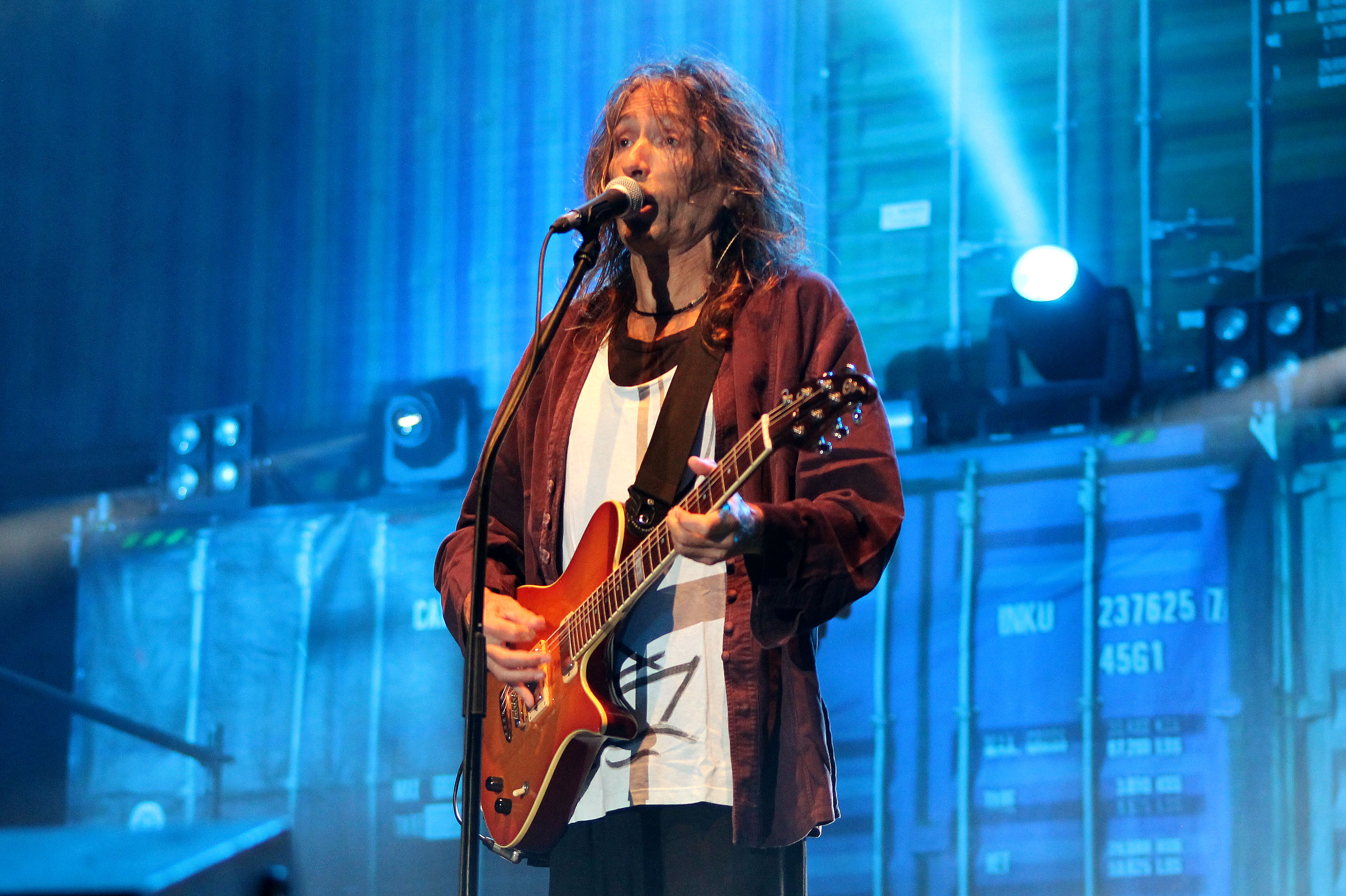
オクパされた社会センターで演奏していた、スペインのプログレ・バンド「エクストレモドゥロ」の写真。

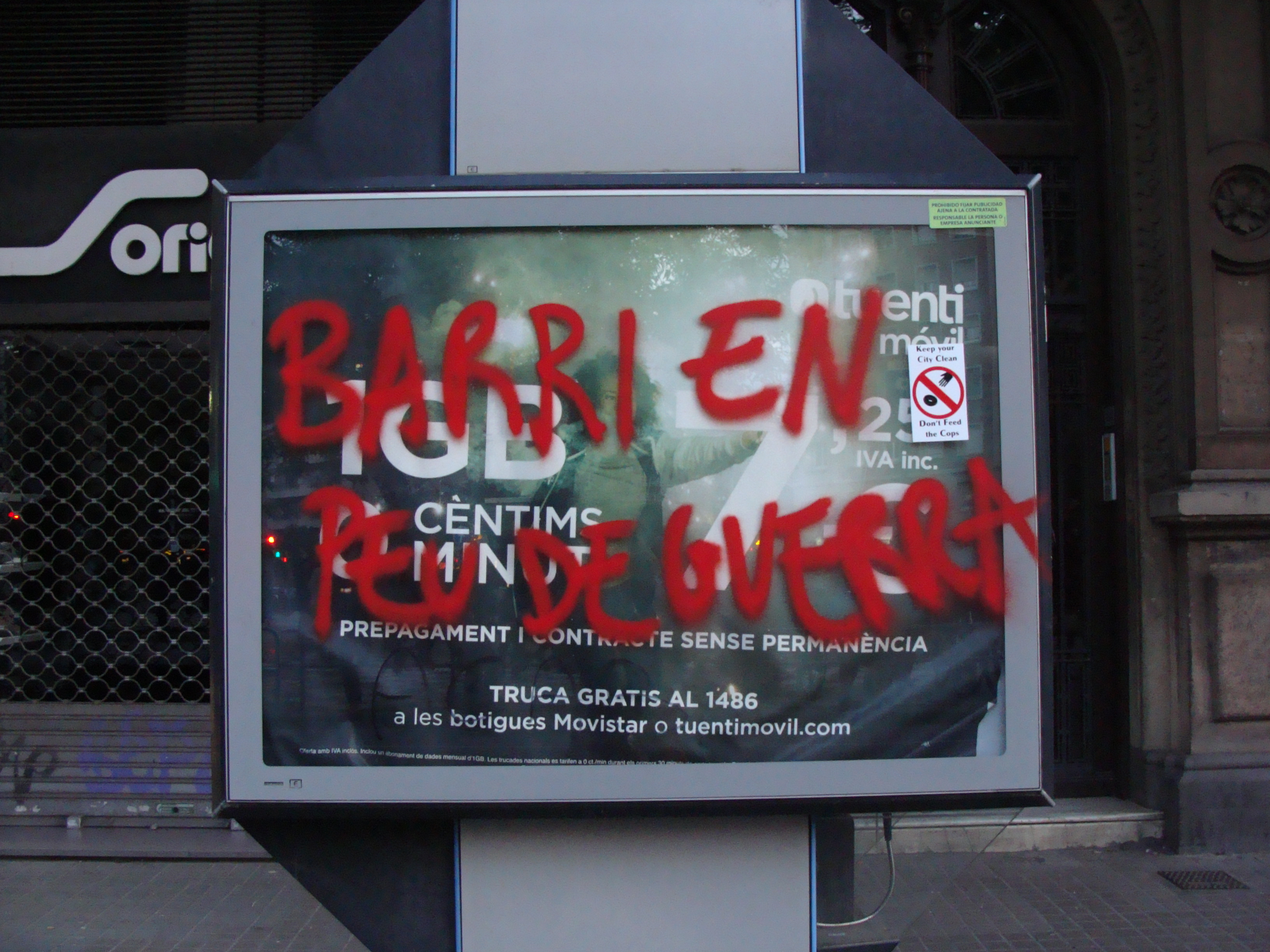
写真はカタルーニア語でかかれたスコッターの戦闘宣言のグラフィティ。

2007年、バルセロナには約200軒ものスコッター住宅が存在していた。これらのうち45以上は「社会センター」や「文化センター」、いわゆる「オープンハウス」として使用されていた。そこではハードコア・パンクのシン・ディオス（Sin Dios）、プログレッシブ・ロックのエストレモドゥロ（Extremoduro）、パンク・ロックのコルンナ・ドゥルティ（Kolumna Durruti）、レフジオ（Refugio）、バスク州のロックバンド、プラテロ・ティ・トゥ（Platero y Tú）、バルセロナのミクスチャーバンド、オホス・デ・ブルッホ（Ojos de Brujo）、ガドホ（Gadjo）などスペインの人気ロックグループが演奏した。 2014年、バルセロナの歴史ある社会センター「Can Vies」を退去させようとする政府の試みは大きな暴動を引き起こした。
バスク州では少なくとも46ものオクパ、「gaztetxes （バスク語で「若者の家」）」がある。 1980年代にはほとんどすべての町にオクパが存在していた。彼らがコンサートやイベントなどに施設を提供し、バスクでパンク・ロックはブームとなった。その後、10年もの間、警察との衝突があり、少なくとも15もの「gaztetxes」が閉鎖に追い込まれた。

#### チャボリズム（Chabolismo）
並行して、大都市の周りにはイデオロギー化されていないチャボリズム（スラム）がある。当初はジプシー（Gitanos）と遊牧民（Mercheros）が定住しており、1980年代以降、ヘロインなどのドラッグの売買地として知られるようになった。彼らが公営住宅に移されたとき、チャボリズムにはモロッコ人やルーマニア人のロマなど貧しい移民が住むようになった。

### イギリス

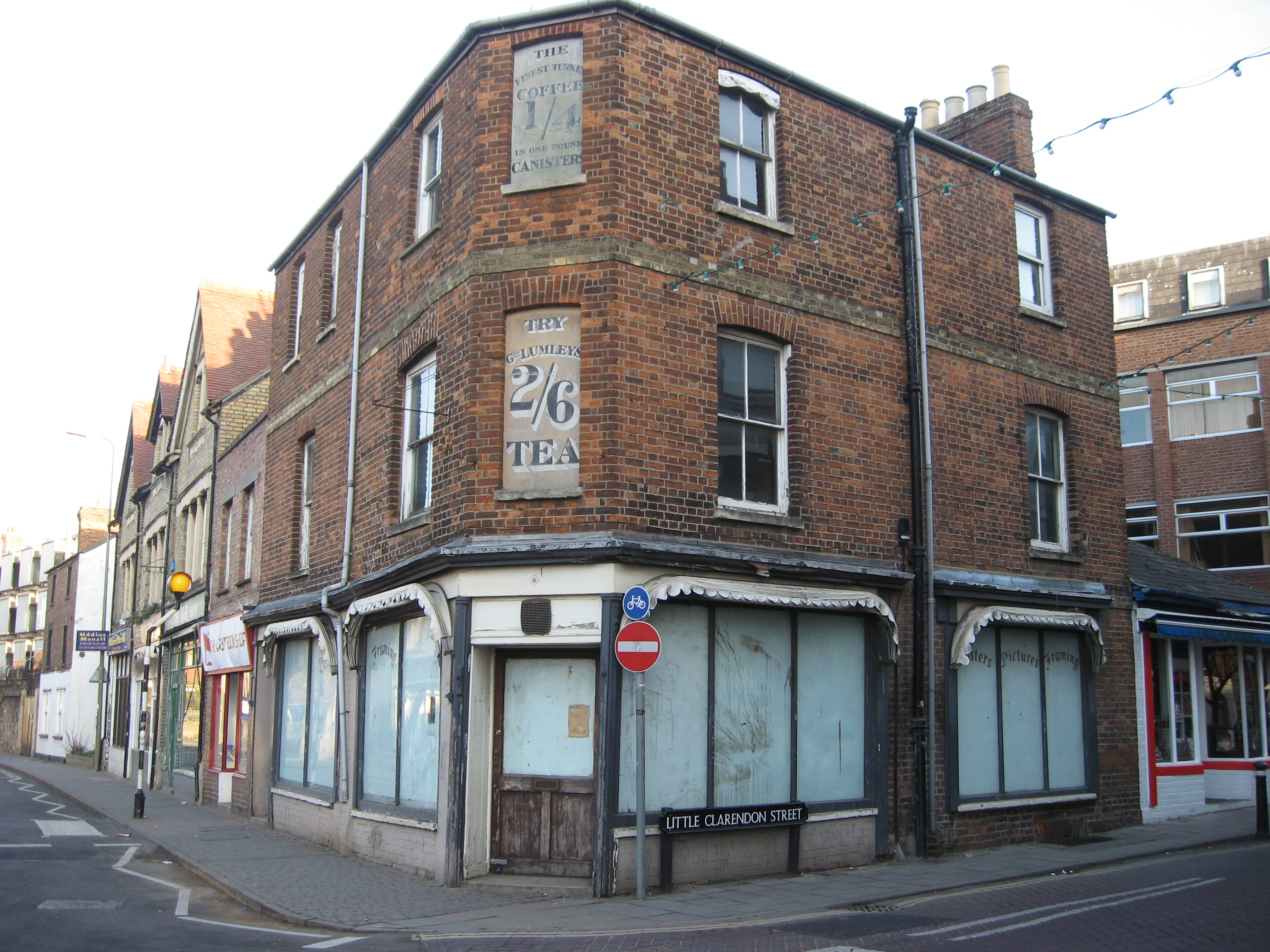
写真は英国のスクワットされた建物。

#### イングランド
イングランドのスコッターは長い歴史的伝統がある。 BBCはスコッターを「1381年のワット・タイラーの乱と17世紀のディガーズの問題は農民が土地開拓に時間を費やした事であり、彼らは正当な権利を要求している」とした。さらに第二次大戦後、多くの家を失った人たちにとってスコッターは不可避の事態だった。2011年、BBCは英国政府がおよそ2万人のスコッターと65万の空き住居の存在を推定していると報じた。
2012年9月1日、政府はスコッターを司法扶助144項下において犯罪化し、懲役最大6か月もしくは罰金5,000ユーロ、またはその両方によって処罰するとした。同年、最初の起訴の結果12週間の懲役刑が科された。しかし商業用施設でのスクワットは依然として犯罪ではない。

#### スコットランド
スクワットはスコットランドでは犯罪である。1868年のスコットランド法にしたがって、罰金または懲役に処することができる。
不動産の所有者は予告なしにスコッターを追放する権利、追放命令のために裁判所に申請する権利があるが、暴力を利用するなど、法を破ることはできない。

#### ウェールズ
2010年、英国のBailiff Companyの代表が、ウェールズでのスコッター数が過去40年間で最大だったと主張した。都市ウェールズで失敗した企業の数がおおく、またスワンジーやカーディフのような大都市でも同じように問題となっている。専門家は「ほとんどの人たちは経済的な圧力によって追い込まれている」と述べた。Bailiff Companyの内部データベースによれば、2009年、およそ100件ものスクワッティングがあり、1995年以来倍増している。
2012年12月、「カーディフ・スコッターズ・ネットワーク（Cardiff Squatters Network）」が結成され、市街地にネットワークをつくり、商業ビルを合法的にスクワットするための「スキル共有」ワークショップが開催された。

## 中東

### トルコ
ゲジェコンドゥ（Gecekondu）は、「許可なくすばやくつくられた家」を意味するトルコ語である。Don Kişot（ドン・キホーテ）はイスタンブールで最初の占拠され、自己管理された社会センターとなった。
イスタンブールには他にいくつかの政治的な占拠がある。 2014年、カドゥキョイのCaferağaは近所の家から追い出された住民により占拠された。「Caferağaはその老朽化した家に人と活気と生産性をもたらした」と地元住民のトゥラン・イルドリムは述べている。2014年3月18日、ベシクタシュ地域で建物が占拠され、2013年トルコ反政府運動中に撃たれ死亡した15歳の少年にちなんで、「Berkin Elvan Student House」と命名された。
2014年6月、アンカラのAtopya はアナキストによって不法占拠され、彼はそれがアンカラの街で最初の政治的な不法占拠だと主張した。

## 北米

### アメリカ合衆国
米国では、不法占拠の法律は州や市ごとに異なる。ほとんどの場合、特に都市では寛容ではないが、いくつかの例外はある。2002年、ニューヨーク市はローワーイーストサイドの11か所の不法占拠された建物を、低所得の住宅協同組合によって住居用とされることを条件に非営利団体に引き渡すことで合意した。
コミュニティ組織は不平等な住宅・土地問題に光を当てる大規模なキャンペーンの一環としてホームレスの空き住居占拠を支援している。ここには、地域組織協会の改革、刑務所ではなく土地や家への回帰運動などが含まれている。スコッターは低所得者やホームレス、ストリートギャングのメンバー、アーティストなどであり、 景気後退の間、抵当として家を失った人々が増加した。自らの抵当として処分された家を再占拠したという報告もある。

### カナダ
カナダには、土地の所有権を登録する2つのシステムがある。「土地制度」の下では正式に「不利な所持」と呼ばれていた不法占拠権は廃止された。しかし「登録制度」の下ではこれらの権利は保存されている。占拠者が州の制限行為に定められた所要期間にわたって土地を占拠し、その間に法的措置が取られなかった場合、その土地の所有権は法定所有者から不法占拠者へと移る。 
1990年、バンクーバーのフランス・ストリート・スクワット（Frances Street Squats）では9か月もの間6つの建物が占拠されていた。彼らは大規模に追放され、後に「The Beat of Frances Street」と呼ばれる映画がつくられた。近年、カナダでは「ホームレス」と「行動主義」という2つの主要な理由からなされたスクワットが数多くある。モントリオール（2001年）、バンクーバーのウッドワード・スクワット（2002年）、ハリファックス（2002年）、トロント（2002年）、オタワの7年スクワット（2002年）、ピーターバラ（2003年）、バンクーバーのノーススターホテル（2006年）など、これらは、平均寿命が短い「反＝貧困」グループによって組織されたスクワットだった。
ウッドワードの建物は9年ものあいだ空になっていたデパートだった。ビルから追い出された後、200人ものスコッターたちは舗装道路にテント街をつくった。彼らの行動は建物の再開発を促した。
「反＝貧困ピーターバラ連合（PCAP）」は1130ウォーターストリートの火災後放置されていた建物をスクワットした。グループは、その場所を修復し、それを低所得の住宅とすることを提案した。市当局者は提案に同意し、市議会は建物を解体するよう投票した。解体費用は8,900ドルで、修理費用は6,900ドルになると予測した。
ノーススターホテルは、バンクーバーの貧困対策委員会によってに使われていないことに対する抗議として一時的に占拠された。
2011年には、「オキュピー・トロント・スクワット・チーム（Occupy Toronto squat team）」はQueen Street Westの地下を占拠し、年間99セントのリースを提供するよう求めた。彼らは8時間後に退去した。

## 南米
南米の多くの都市には、シャンティー（自設小屋）の町が存在している。時には当局が家を壊してしまうこともあるが、スコッターはまた再建するだけである。小屋の素材はゴミの中から見つけたり、安く買うことができるものであれば何でも利用する。やがてスコッターたちはコミュニティを形成し始め、生活基盤を確立する。家はより耐久性のある素材で再建されることもある。いくつかの場合、当局との契約が結ばれ、排水、飲料水、ケーブルテレビ、電気の接続が行われている。
ペルーでは、不法占拠集落は「若者の村（pueblos jóvenes）」と呼ばれる。コロンビアとベネズエラでは不法占拠が建物や空き地に関係するため「侵入（invasiones）」と呼ばれている。アルゼンチンでは「貧者の村（villa miseria）」の名で知られてる。
チリで不法占拠に使われる言葉は、スペインで使われているのと同様 「Casa Okupa（家の占拠）」である。これらの家は政治や活動家の関与する場所であり、文化、社会センターとして機能し、独自のサブカルチャーを持つなど、世界中の他のスクワットと同じ側面を共有している。彼らは通常、アナキスト運動と関連しており、スコッター運動、特にスペインのオクパ運動との関連を示している。オクパ住宅はバルパライソとサンティアゴに多く見られる。

### ブラジル

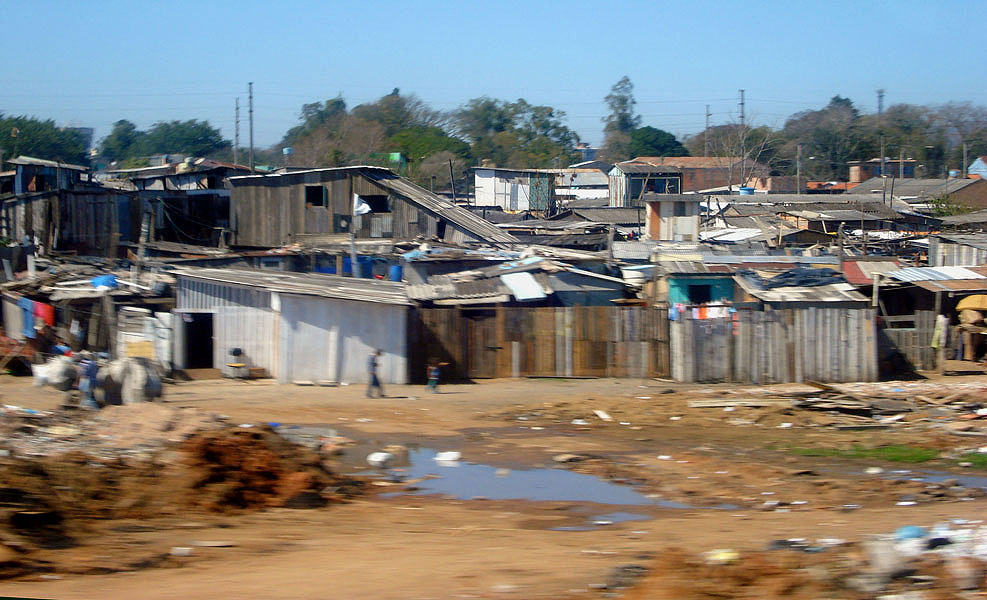
ブラジル南部ポルト・アレグレのファヴェーラの写真。

ブラジルのスコッターコミュニティはファヴェーラ（favelas）と呼ばれ、18万人と推定されるリオデジャネイロのロシーニャ（英語版）が有名である。 ファヴェーラではほとんどの住民が最貧レベルの生活を営み、インフラや公共サービスはほとんどないものの、いくつかの場合「町」に必要な条件を満たしている。ファヴェーラはスラムやシャンティの「町」に相当し、放棄された建物ではなく未使用の「土地」を占拠している。 2004年の調査ではブラジル全土で2500万人がファベ―ラに住んでいると見られている。
サンパウロで最大のファベ―ラはヘリオポリス（英語版）で、20万人以上が住んでおり、その占拠地は公的に都市の近隣地帯として認識されている。市内にも数多くのスコッター建造物があり、最も有名なものは22階建てのプレステス・マイアと呼ばれ、2007年、市政との長い争いの末、住民が最終的に警察に退去させられた。この動きに触発され、大都市の建物や他の地域での占拠が増加している。 

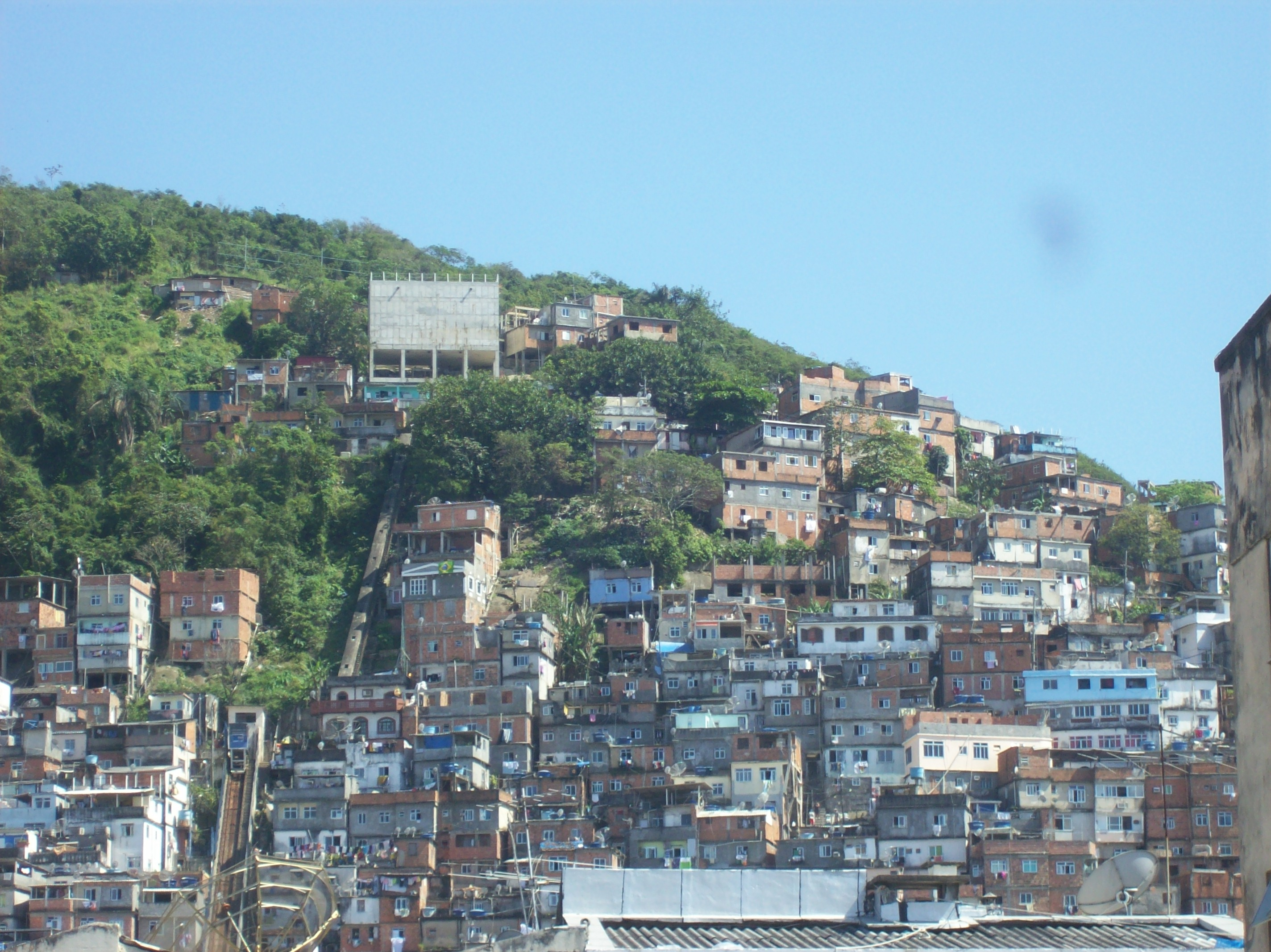
写真はリオ・デ・ジャネイロのファベ―ラ。

また、ブラジルには150万人のメンバーを抱える「土地なし農民運動」に代表される農村地帯でのスコッターがある

## オーストラリア
19世紀、オーストラリアでは「スコッター」とは家畜を放牧するために大規模に王室管轄地を占拠することを指した。これは大衆歌「ワルチング・マチルダ（Waltzing Matilda）」で言及されている。始めは不法、後にライセンスの下で行われた。 1820年代、スコッターはエスタブリッシュメントの一部であったため、「スクワトクラシー（Squattocracy）」という言葉が使われた。放牧地の地図はまた、不法占拠地図（スコッター地図）として知られていた。
近年においては、大都市でスクワットが行われている。現行の土地保護法の下、不法占拠者が犯罪で起訴される可能性もあるが、主としては単に追い出されるだけである。オーストラリアには英国と同じように、「不利な所持」の法律があるが、ほとんど使用されていない。

### シドニー
1970年代、シドニーではポッツポイントとロックス地域の通りが建物の解体を防ぐために不法占拠された。ニュー・サウス・ウェールズ州のグリーベの土地は1970年代に不法占拠され、1980年代には広い範囲から人が流入した。また、1970年代から80年代にかけて、ウールルームールーとダーリングハーストの土地が新しい道路に沿って不法占拠された。同じウールルームールーでパンク、政治活動家、ミュージシャン、芸術家は旧海軍の倉庫と訓練施設であった「ザ・ガンニー（The Gunnery）」を占拠し、1980年代中盤から後半にかけてシドニーのアートと音楽シーンの重要な拠点となった。独立したミュージカルやアートイベントが定期的に開催され、今は芸術センターとなっている。
サウスシドニー市議会が所有するブロードウェイの空き建物を占拠したアーティストたちは、2000年のオリンピックの数か月後に2001年に退去した。
ミッドナイトスターは、音楽イベント、カフェ、図書館、無料インターネットスペース、フード・ノン・ボム・キッチン（ボランティアキッチン（外部リンク））を主催するソーシャル・センターとして使われた劇場だった。 2002年12月、世界貿易機関（WTO）の11月会談に対する抗議集会センターとして使用された後、追放された。
2008年3月、シドニー郊外バルメインでの5年に渡るスクワットは建物が解体されて公園へとつくり変えられることになり、平和裡に追放された。評議会は解体計画が整うまで、スコッターが建物に留まることを許可すると票決した。「20人ほどがここに何年か住み、バンドのリハーサル、アートプロジェクト、ダンスの練習、自転車のワークショップなどに利用した。スクワットは家賃を支払う以外の世界に貢献する方法について考えるチャンスを与えた」。
「スクワットフェスト（Squatfest）映画祭」は2001年にブロードウェイのスクワットから始まった。シドニーの「トロップフェスト（Tropfest）映画祭」の企業資本主義に対する不法占拠の祝典と抗議活動の両方の意味を持つ。毎年、場所が「占拠」され、映画が上映されている。場所は審査が始まる数時間前に発表される。映画祭は2010年まで続いた。
2011年シドニーには12万戸以上の非占有住宅（空き住宅）があると推定された。

### メルボルン
メルボルンのスクワットは、通常、フットスクライなどの郊外で行われている。主に解体待ちの建造物を占拠している。カールトンでよく知られているスクワットは、2008年に留学生によって組織された。スコッターのハンドブックは1993年、2001年、2010年に活動家によって制作された。

## 社会センター
ヨーロッパではスクワットされた建物は「社会センター」として使用されるのが一般的である。カフェ、バー、図書館、フリーショップ、リサイクル交換ショップ、ジムがつくられており、多くのスコッターたちはパーティーやコンサートを開催している。たいていソーシャルセンターは複合施設であり、人々が「非商業的な環境」で会うためのスペースを目指している。パーティー、政治ワークショップ、映画の観賞、飲み物または朝食など。世界中にたくさんの不法占拠された社会センターがあるが、それらは主として不法占拠が合法な国に存在している。オーストリアの「Ernst-Kirchweger-Haus」、イングランドの「Ramp　ART」、オランダの「OT301」、デンマークの「Ungdomshuset（2007年3月1日に追放され、4日後に解体された）」などの例がある。

## アーバンホームステディング（Urban homesteading）
アーバンホームステディングは、都市部の放棄された私有地の建物を貧しい住民が引き継ぐ、自助型住宅の一形態である。
時々、これは不法占拠の形を取り、おおくの管轄区域で合法ではない。しかしながら、住民が自らの労働を通じてアパートをリハビリするアーバン・ホームステディングは、いくつかの点で（特に思想的には）スコッターとは異なっていることがある。
スコッターもホームステディングも最初に許可、建築計画、政府の助けを受けてないが、ホームステディングは共同で建物を管理することを目的としており、住民は非営利組織や市政府と協力して合法的に建物の所有権を得ている。
いくつかのケースでは、アーバンホームステディングは、手頃な価格の住宅の不足、放棄された住宅ストックに対処するための住民の草の根の戦略として進化しており、住宅問題の解決策としてそれを使用している都市もある。